# Juana Camilión Cúccaro
Juana Camilión Cúccaro (Mar del Plata, 22 de març de 1999) és una jugadora de bàsquet mallorquina d'origen argentí, que competeix en bàsquet en la modalitat de 3×3.
Quan tenia dos anys es va desplaçar a Mallorca amb els seus pares, nascuts a Mar del Plata.
En la modalitat 3x3, s'ha proclamat subcampiona d'Europa el 2023, juntament amb Vega Gimeno, Gràcia Alonso d'Armiño i Sandra Ygueravide.
També ha participat als Jocs olímpics de París 2024 i va guanyar la medalla de plata en bàsquet 3x3.